# Знаме на Монтана
Знамето на Монтана представлява образа на щатския Печат на Монтана разположен на син фон.
На самия печат се виждат плуг, лопата и кирка, лежащи пред Великите водопади на река Мисури. На лентата е написано мотото на Монтана „Oro y plata“ (Злато и сребро на испански). Настоящият флаг е приет през 1905, а думата Монтана е добавена през 1981. През 1985 знамето търпи нова корекция, този път е променен стилът на изписване на Монтана. Преди да бъде признат за официален флаг на щата, той е използван от военни части от Монтана, които са се включили в Испано-американската война.